# Pachygaster leachii
Pachygaster leachii – gatunek muchówki z rodziny lwinkowatych i podrodziny Pachygastrinae.
Gatunek ten opisany został w 1824 roku przez Johna Curtisa.
Muchówka o ciele długości około 3,3 mm i błyszcząco czarnym ubarwieniu. Czułki są pomarańczowe, o długiej i cienkiej wici. Głowę cechuje brunatny aparat gębowy. U samca czoło jest wąskie, a u samicy szerokie. Żółte, delikatne owłosienie porasta tułów i odwłok. Skrzydła są przejrzyste, o żółtych żyłkach. Ich użyłkowanie odznacza się obecnością żyłki r4 oraz rozwidloną żyłką r4+5. Przezmianki mają ciemnobrunatne główki i żółte nóżki. Odnóża są bladożółte z czarnymi biodrami i czarną przepaską na wierzchołku ud tylnej pary.
Larwy rozwijają się w dębach. Ciało mają wrzecionowate o smukłej, mocno wydłużonej głowie. Szczecinki na tergitach są nierozszerzone, a te na pleurach równej długości. Tergity od drugiego do dziewiątego mają po cztery szczecinki. Segment odbytowy ma kształt trójkąta o zaokrąglonych kątach.
Owad palearktyczny, znany z prawie całej Europy, z wyjątkiem jej wschodniej części. Występuje również w Polsce.